# メンドサ級駆逐艦
メンドサ級駆逐艦（英語: Mendoza-class destroyer）は、アルゼンチン海軍の駆逐艦の艦級。1920年代のアルゼンチン再軍備計画の第一弾として、イギリスで3隻が建造された。建造は1927年に始まり、3隻すべてが1929年に就役した。1958年に3隻とも対潜護衛艦に改造され、1962年に退役した。

## 設計
これらの艦は、第一次世界大戦末期に建造されたイギリス海軍のスコット級駆逐艦の設計に若干の改修を加えたものであった。 メンドサ級の基準排水量は1,595トン（1,570ロングトン）、満載排水量は2,154トン（2,120ロングトン）であった。船の全長は102.11メートル、喫水線長は101.2メートルである。全幅は9.68メートル、平均喫水は3.81メートルであった。
メンドサ級は4基の3胴蒸気ボイラー（250psi、1,724kPa）を動力源とし、パーソンズ式ギアードタービンを装備していた。タービンは定格42,000軸馬力（31,319kW）の2軸推進で、設計時の最大速度は36ノットであった。燃料は549トンを搭載しており、航続距離は14ノット巡航時で4,500海里であった。乗員は160名である。
メンドサ級は、艦の中心線上に5基のQF Mark IX 4.7インチ（119ミリ）単装砲を装備していた。また、対空防御用として3インチ（76ミリ）砲1基と、2基の2ポンド・ポンポン砲も装備していた。雷装としては21インチ（533ミリ）3連装魚雷発射管を2基装備していた。3インチ砲と2基の2ポンド・ポンポン砲、「Q」位置の主砲はのちに撤去され、代わって2番煙突の左右と後方に3基のボフォース40ミリ連装機関砲が設置された。

## 同型艦
| 艦名                  | 艦番号 | 建造所                  | 浸水           | 就役          | 結末              |
| --------------------- | ------ | ----------------------- | -------------- | ------------- | ----------------- |
| メンドサ Mendoza      | E-3    | J・サミュエル・ホワイト | 1928年7月18日  | 1929年1月24日 | 1962年4月30日退役 |
| ラ・リョーハ La Rioja | E-4    | J・サミュエル・ホワイト | 1929年2月2日   | 1929年7月23日 | 1962年4月30日退役 |
| テュクマン Tucuman    | E-5    | J・サミュエル・ホワイト | 1928年10月16日 | 1929年5月3日  | 1962年4月30日退役 |

## 運用史
1927年にアルゼンチン海軍の近代化計画の一環として、J・サミュエル・ホワイト社に発注された。3隻の艦名は、第一次世界大戦中に建造途中でフランス及びドイツに接収された駆逐艦の名前を引き継いだ。3隻とも海上公試では設計速度を上回る成績を見せ、ラ・リョーハは機関の限界を超えることなく39.4ノットの最大速度を発揮した。3隻はアルゼンチン海軍に納入後、イギリスからアルゼンチンに向けて回航されたが、途中ポルトガルのリスボンに寄港したのみでアルゼンチンまで到着している。第二次世界大戦では、アルゼンチンは中立を保った。
1952年、メンドサ級は駆逐艦（Exploradores）から護衛駆逐艦（Torpederos）に艦種変更され、それに伴い艦番号も「E」から「T」に変更された。同年、ラ・リョーハとテュクマンはその年に武装解除され係留状態となったが、公式には現役とされた。1958年には、本級は対潜護衛艦に改装された。メンドサは1961年まで運用された。全艦とも1962年4月30日に退役し、安価に入手した元アメリカ海軍の中古艦に置き換えられた。

## 関連文献
- Guillermo J. Montehengo, An Argentinian Naval Buildup in the Disarmament Era, in Warship 2002-2003, Conway's Maritime press.